# Yaquelin Estornell
Yaquelín Estornell Elizástegui  (25 de abril de 1984) es una luchadora cubana de lucha libre. Participó en el Campeonato Mundial de 2013 consiguiendo 13.ª posición. Consiguió una medalla de plata en los Juegos Panamericanos de 2015. Ganó cuatro medallas en Campeonatos Panamericanos, de oro en 2013. Logró la medalla de plata en Juegos Centroamericanos y del Caribe en 2014.